# Moechotypa penangensis
Moechotypa penangensis är en skalbaggsart som beskrevs av Stefan von Breuning 1973. Moechotypa penangensis ingår i släktet Moechotypa och familjen långhorningar. Inga underarter finns listade i Catalogue of Life.